# Pycnonotus flavescens
Il bulbul flavescente (Pycnonotus flavescens Blyth, 1845) è un uccello passeriforme della famiglia Pycnonotidae.

## Distribuzione e habitat
La specie è diffusa in India, Bangladesh, Myanmar, Laos, Thailandia, Vietnam, Cina, Malaysia e Borneo.

## Tassonomia
Sono note le seguenti sottospecie:
- Pycnonotus flavescens flavescens Blyth, 1845
- Pycnonotus flavescens vividus (E.C.S. Baker, 1917)
- Pycnonotus flavescens sordidus (Robinson & Kloss, 1919)
- Pycnonotus flavescens leucops (Sharpe, 1888)